# درجه (زاویه)

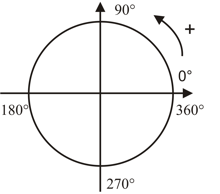
زوایای ۰ تا ۳۶۰ درجه در چهار قسمت

درجه در ریاضیات یکی از واحدهای زاویه است و عبارتست از ۱⁄۹۰ زاویه قائمه و ۱⁄۳۶۰ محیط دایره که بانماد ° نشان داده می‌شود. اجزا، آن عبارت‌اند از دقیقه که ۱⁄۶۰ درجه‌است و با نماد ' نشان داده می‌شود و ثانیه ۱⁄۶۰ دقیقه بوده و با نماد '' نشان داده می‌شود.